# Damsholte (Møn)
 For alternative betydninger, se Damsholte. (Se også artikler, som begynder med Damsholte)
Damsholte er en landsby i Damsholte Sogn på Møn, beliggende hvor Æbelnæsvej og Grønsundvej mødes, ca. 6 kilometer sydvest for Stege. 
Damsholte omtales 1664 (Dambsholt).
I den vestlige del af byen ligger Damsholte Kirke og umiddelbart vest herfor herregården Marienborg. I den sydøstlige del ligger søen Gammelsø.
Da den kommunale skole i Damsholte, Gammelsøskolen, blev nedlagt i 1996, overtog en friskole, Møn Friskole, bygningerne fra 1962, som ligger, hvor en rytterskole og et saft-presseri tidligere lå. Møn Friskole blev oprettet i protest mod byrådets beslutning om lukning af Gammelsøskolen.
Den lille landsby ligger i Vordingborg Kommune og tilhører Region Sjælland.